# 托克维尔莱米尔
托克维尔莱米尔（法語：Tocqueville-les-Murs，法語發音：[tɔkvil le myʁ]）是法国滨海塞纳省的一个市镇，属于勒阿弗尔区。

## 地理
托克维尔莱米尔（49°39'57"N, 0°30'15"E）面积3.47 平方千米，位于法国诺曼底大区滨海塞纳省，该省份为法国北部沿海省份，其西部及北部濒大西洋英吉利海峡，东起顺时针与索姆省、瓦兹省、厄尔省和卡爾瓦多斯省接壤。
与托克维尔莱米尔接壤的市镇（或旧市镇、城区）包括：阿唐维尔、鲁维尔、圣马克卢-拉布里耶尔、特雷莫维尔、伊普勒维尔-比维尔。

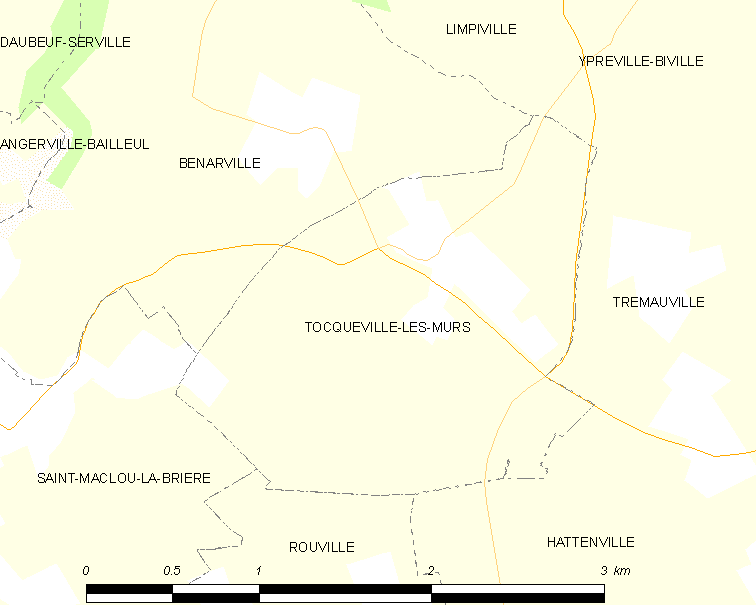
托克维尔莱米尔的OSM定位图

托克维尔莱米尔的时区为UTC+01:00、UTC+02:00（夏令时）。

## 行政
托克维尔莱米尔的邮政编码为76110，INSEE市镇编码为76695。

## 政治
托克维尔莱米尔所属的省级选区为圣罗曼-德科尔博斯克县。

## 人口

1962-2008年间托克维尔莱米尔人口变化图示

托克维尔莱米尔于2022年1月1日时的人口数量为274人。